# Levan Sanadze
Levan Sanadze (géorgien : ლევან სანაძე, russe : Леван Санадзе) (né le 16 août 1928, mort le 24 août 1998) est un athlète géorgien qui concourait pour l'Union soviétique.

## Biographie
Il remporte la médaille d'argent aux Jeux olympiques d'Helsinki sur 4 × 100 m, avec ses coéquipiers Boris Tokarev, Levan Kalyayev et Vladimir Sukharyev.

### Palmarès
| Date | Compétition           | Lieu      | Résultat | Épreuve   | Performance |
| ---- | --------------------- | --------- | -------- | --------- | ----------- |
| 1950 | Championnats d'Europe | Bruxelles | 1er      | 4 × 100 m | 41 s 5      |
| 1952 | Jeux olympiques       | Helsinki  | 2e       | 4 × 100 m | 40 s 3      |
| 1954 | Championnats d'Europe | Berne     | 3e       | 4 × 100 m | 40 s 9      |